# روبرت بارتو
روبرت بارتو (بالإنجليزية: Robert Barto)‏ هو عازف آلة وترية ‏ أمريكي، ولد في عقد 1950.

## وصلات خارجية
- روبرت بارتو على موقع ميوزك برينز (الإنجليزية)
- روبرت بارتو على موقع ديسكوغز (الإنجليزية)